# Commelina erecta
Commelina erecta (“flor de Santa Lucía”) es una planta herbácea perenne de la familia Commelinaceae. 

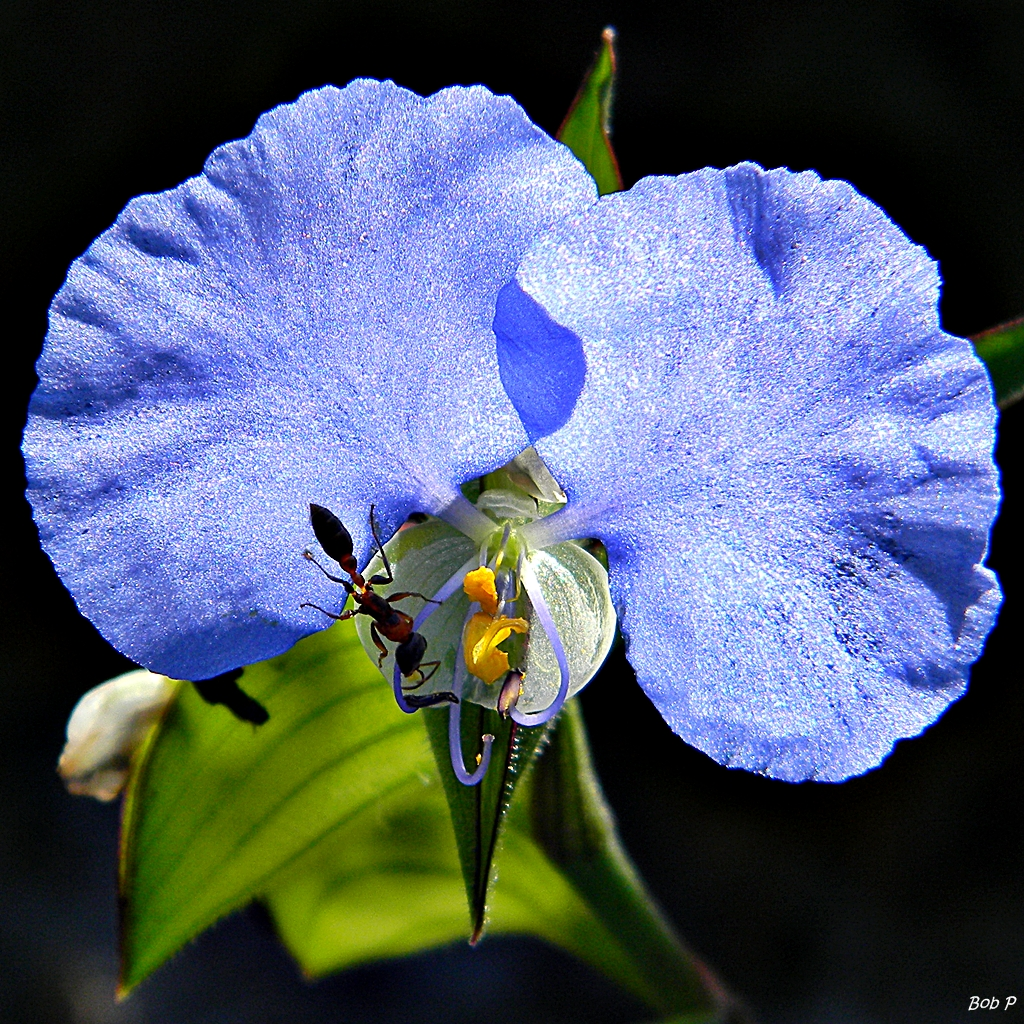
Detalle de la flor

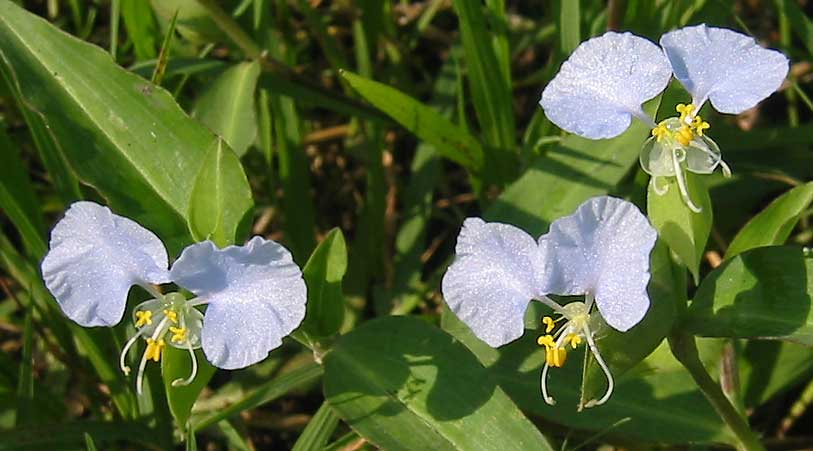
Vista de la planta

## Descripción
Es una planta herbácea, perenne, con hábito de crecimiento erecto o postrado. Alcanza de 20 a 90 cm de altura, ramifica casi desde la base. Los tallos son verdes, carnosos y cilíndricos. Las hojas son lanceoladas y sus vainas cubren yemas capaces de producir ramificaciones. Los primeros macollos aparecen cuando la planta posee 3 a 4 hojas. En densidades bajas cada planta es capaz de producir aproximadamente 50 ramificaciones basales. Las inflorescencias están protegidas por una espata verde y las flores  comprenden dos pétalos azules o blancos unidos al final, un pétalo blanco más pequeño, numerosos estigmas amarillos y un estambre. Es muy atractiva para la abejas que realizan la polinización. Hoja simple, brillante y lanceolada, 15 cm x 3 cm, angosta a muy angostamente ovada, algo puntiaguda, hacia la base se torna redondeada y con un par de pequeños lóbulos (aurículas) a los lados, luego se hace tubular formando la vaina que envuelve al tallo, con pelos blancos principalmente sobre la vaina. Los frutos son cápsulas con tres semillas, dos arriñonadas y la tercera ovoide.
Se propaga en forma sexual (produciendo hasta 1000 semillas por planta) y asexual, por rizomas simpodiales (cortos y agrupados en corona) y monopodiales (10 a 20 cm de largo). Los tallos, al tocar el suelo, emiten raíces adventíceas en los nudos basales.

## Distribución y hábitat
Commelina erecta es nativa de EE. UU., Indias Occidentales (Puerto Rico y varias de las Islas Vírgenes Saint Croix, Saint Thomas, Saint John, Isla George Dog, Anegada, Gran Camanoe, isla de Guana, Tórtola, Water Island). En esas áreas es común tanto en sitios perturbados como en áreas secas a húmedas, desde el nivel del mar a 1.500 m s. n. m. No obstante, se halla distribuida en toda América y también ha sido introducida a África tropical. Está considerada una de las especies más variables de Commelina en Norteamérica. Fernald reconoce tres variedades, pero Robert B. Faden ha cuestionado su significado.

## Importancia económica
En la región pampeana (Argentina) habitualmente se encontraba en banquinas, vías de ferrocarril y no existían referencias respecto a su presencia en campos cultivados. Sin embargo, en los últimos años se ha observado como maleza en barbechos y en cultivos de soja y maíz bajo siembra directa. Este incremento en las poblaciones de esta especie como maleza podría estar asociado al uso casi exclusivo del herbicida glifosato como herbicida para controlar malezas en el cultivo de soja y a la elevada tolerancia que exhibe Commelina erecta a este herbicida. Es sensible al 2,4 D

## Taxonomía
Commelina erecta fue descrita por Carlos Linneo y publicado en Species Plantarum 1: 41. 1753.
Etimología
Commelina: nombre genérico que Carlos Linneo  (1707-1778) nombró por Commelina communis en honor de tres  hermanos apellidados Commelin, que vivieron en Francia durante el siglo XVIII. Los tres fueron botánicos, pero solo dos llegaron a ser famosos por su trabajo. Los dos grandes pétalos brillantes azules se dice que representan a los dos hermanos famosos, mientras que el pequeño pétalo blanco simboliza a su científicamente insignificante hermano.
erecta: epíteto latino que significa "erecta".
Sinonimia
- Commelina elegans Kunth
- Commelina virginica auct.

## Nombres comunes
Otros nombres comunes de esta especie son:
- castellano: espuelitas, hierba del pollo, mataliste, mataliz, rosilla[7] (México), tetzocana[7] (México), hierba de Santa Lucía (Argentina), canutillo (Venezuela).
- idioma maya: pah-tsá, x-habul-ha , ya´ax-ha-xiu
- idioma totonaco: Akgasmalh, akgalhmat